# ノースアジア大学
ノースアジア大学（ノースアジアだいがく、英語: North Asia University）は、秋田県秋田市に本部を置く日本の私立大学。略称はノース大、NAU。

## 概観

### 大学全体
1953年（昭和28年）、学校法人秋田短期大学（現在の学校法人ノースアジア大学）により、秋田短期大学（現在の秋田栄養短期大学）が設置された。1964年（昭和39年）には秋田県秋田市茨島一丁目（現在の「秋田市立茨島体育館」、「茨島地区コミュニティセンター」およびその周辺）に経済学部のみの単科大学として秋田経済大学を開学。1983年（昭和58年）、キャンパスを秋田県秋田市下北手桜に移転して、同時に法学部を設置し、秋田経済法科大学に改称した。移転に伴い、旧キャンパス跡地の一部を秋田市に譲渡する。2007年（平成19年）には名称を現在のノースアジア大学に改称し、現在に至る。

### 建学の精神（校訓・理念・学是）
大学の理念として「真理・調和・実学」を掲げている。なお、学校法人ノースアジア大学の法人の理念も同じく「真理・調和・実学」である。

## 沿革

### 年表
- 1953年（昭和28年）：秋田短期大学（現在の秋田栄養短期大学）設置に伴い、学校法人秋田短期大学（商経科。現在の学校法人ノースアジア大学）が設立される。教育者で日本大学会頭を務めた古田重二良が理事長に就任する。
- 1954年（昭和29年）：学校法人秋田短期大学に家政科を設置。
- 1964年（昭和39年）：経済学部の単科大学として、秋田経済大学が開学する。
- 1983年（昭和58年）：法学部を設置。それに伴い、秋田経済法科大学へと名称を変更する。同時に、キャンパスを現在地に移転する。
- 2006年（平成18年）：経済学部経済学科を改組して、同年4月入学者から、経済学部に実践経済学科と実践マネジメント学科の2学科（くくり募集）を設置する。
- 2007年（平成19年）：ノースアジア大学に名称を変更する。
- 2008年（平成20年）：法学部に観光学科設置する。同時に、経済学部実践経済学科を経済学科、同実践マネジメント学科をマネジメント学科に改称した。これに伴い、経済学部2学科のくくり募集を廃止し、各学科ごとに募集を行われる形となった。
- 2009年（平成21年）：同年法学部入学者からの教職課程を廃止。
- 2011年（平成23年）：経済学部マネジメント学科の募集を停止。教養部改組により、教養部所属教員の配置換えが行われ、両学部ないしは総合研究センター所属となった。
- 2014年（平成26年）：経済学部マネジメント学科を廃止。
- 2017年（平成29年）：40周年記念館の館内に、秋田看護福祉大学秋田キャンパスを開設。
- 2019年（平成31年）：観光学科を国際観光学科に名称変更。
- 2022年（令和4年）：国際観光学科を国際学科に名称変更。
- 2024年（令和6年）：総合政策学部（法律学科及び国際学科の括り募集）を開設。法学部の募集を停止。

## 基礎データ

### 所在地
- キャンパス（秋田県秋田市下北手桜字守沢46番地1）

### 象徴
- ロゴマークは、2007年4月にノースアジア大学と名称変更の時に、日本のみならず、アジアや世界に目を向けた教育活動を行う大学を表現したものとして制定。建学の精神を３色で表している。
  - 「真理：VERITAS」をオレンジ
  - 「調和：HARMONIA」を濃紺
  - 「実学：EXERCITATIO」をイエロー
- 大学歌は作詞：西条八十、作曲：小松耕輔、編曲：島津秀雄

## 教育および研究

### 組織

#### 学部
- 経済学部
  - 経済学科
    - 公務員コース
    - 金融コース
    - スポーツ経営コース
    - 国際ビジネス・マネジメントコース
    - 経済データサイエンスコース
- 総合政策学部（令和6年度入学者より）
  - 国際学科
    - 国際関係・安全保障コース
    - 観光コース
    - グローバル英語コース

  - 法律学科
    - 心理学コース
    - ビジネスコース
    - 公務員コース
    - 法律コース
- 法学部（令和5年度入学者まで）
  - 法律学科
    - 行政コース
    - 企業法務コース
    - 法律コース

  - 国際学科
    - 国際関係コース
    - 観光コース
    - グローバル英語コース

##### 取得可能な資格
教育職員免許状
教育職員免許状は、卒業要件に加えて必要な単位を取得することにより、次の校種・教科が所得可能。
- 経済学部
  - 中学校一種（社会）
  - 高等学校一種（地理歴史）
  - 高等学校一種（公民）
  - 高等学校一種（商業）

なお、（実践）マネジメント学科に入学した学生については、「高等学校一種（商業）」のみ課程認定されていた。
- 法学部

2009年以降入学者に対しては教職課程が設置されないため、2008年（平成20年）以前の入学者に限る。
- 中学校一種（社会）
- 高等学校一種（地理歴史）
- 高等学校一種（公民）

社会福祉主事任用資格
各学部とも、いわゆる、3科目主事の任用資格が発生する場合がある。

#### 附属機関
- 総合研究センター
  - 経済研究所
  - 法学研究所
  - 教養・文化研究所
  - 国際観光研究所
- 雪国民俗館
- 国家試験等センター
- 附属図書館

## 大学関係者と組織

### 大学関係者一覧
- ノースアジア大学の人物一覧

## 施設

### キャンパス
- 交通アクセス：JR秋田新幹線・奥羽本線・羽越本線秋田駅
  - 東口（ターミナル内には乗り入れず、NHK秋田放送局の道路沿いに停車する）より2016年4月から法人が運行する直行スクールバス利用。日曜日は運休。
  - 大学行きの路線バスは、2016年9月末を以てすべて廃止されたため、現在は、秋田駅前方面からは下北手線（310/311系統）の「谷崎入口」停留所が、旧「明桜高校入口」回転地から近く、秋田駅東口方面からまたは大学正門付近での下車は、2016年10月に新設された桜台線（430系統）の「宗入寺霊園前」停留所（かつての明田経由NA大線の同名停留所とは別位置）が近隣となる。

### 他大学との協定
- 慶熙大学校（韓国）
- 東亜大学校（韓国）
- 培材大学校（韓国）
- 北京外国語大学（中国）
- 南開大学（漢語言文化学院）（中国）
- 真理大学（台湾）
- メトロポリタン州立大学（経営学部） （米国・ミネソタ州）

## 附属学校
- ノースアジア大学明桜高等学校
- ノースアジア大学附属のびのびこども園
- ノースアジア大学附属さくら幼稚園